# Rodrigo de Castela
Rodrigo de Castela, (? - 873), foi o primeiro conde de Castela de 860 a 873. O genealogista Béthencourt assumiu que seja filho de Ramiro I das Astúrias e Urraca Paterna. Esta filiação é cronologicamente improvável devido a Ramiro ter contraído matrimonio com Paterna em 842 e é difícil que seu suposto filho repovoara Amaya em 860. No entanto, devido as missões que lhe foram confiadas, e possível que era uma pessoa muito próxima a família real.
Lê foi encomendado o governo da marca oriental do Reino das Astúrias o condado de Castela.

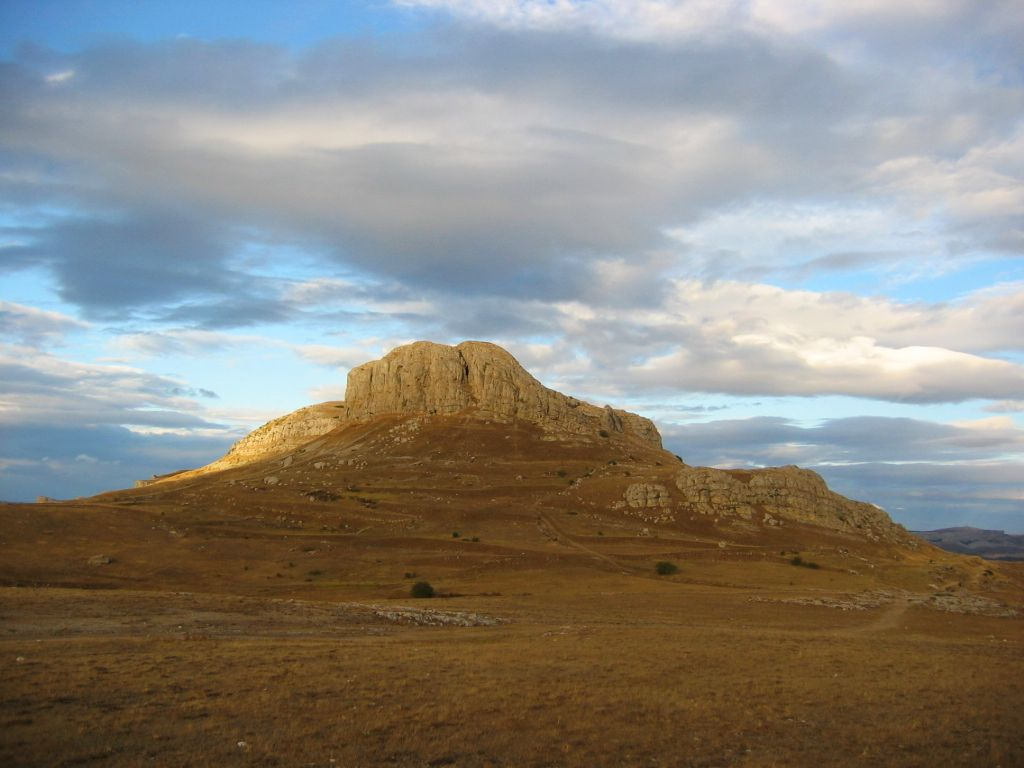
Peña Amaya, antiga capital do ducado da Cantábria.

Repovou Amaya em 860: In era DCCCLXLVIII populavit Rudericus comes Amaya et fregit Talamanka e edificou uma muralha com torres ao redor da cidade:
| “ | Até este momento (860), não se conhece nenhum outro conde de Castela ou qual era a situação administrativa desta parte tão importante do reino das Astúrias, se ele estava ligado a um condado constituído por Álava e 'Os Castelos' (al-Quila), ou se Castela era um condado e Álava outro. | ” |

A cidade patrícia de Amaya, chamada assim devido a que foi a capital de uma das oito províncias do Reino Visigótico havia sido conquistada por Tárique e suo exército omíada em 711-712.
Também lutou ao lado de Ordonho I contra os muçulmanos em distintas batalhas, destacando-se na batalha de Morcuera em 863 onde as tropas muçulmanas foram vitoriosas.
O rei Ordonho I das Astúrias morreu em 27 de Maio 866 e foi sucedido por seu filho Afonso que na época tinha 18 anos. Afonso foi destronado e se refúgiou em Castela. O conde Rodrigo entrou no Reino das Astúrias com suas tropas para apoiar ao jovem rei e permaneceu algum tempo ao lado de Afonso.
Entre os anos 867 e 868 sufocou uma rebelião do magnate alavés Eglyón e obtendo o governo também sobre o condado de Álava, território que governou em torno de 870, momento em que aparece Vela Jiménez como conde de Álava. Apos sua morte lê sucedeu no governo de Castela seu filho Diogo Rodrigues Porcelos.